# Burgruine Illens
Die Burgruine Illens (deutsch auch Illingen) ist ein ehemaliger Herrschaftssitz in der Gemeinde Gibloux im Bezirk Saane im Schweizer Kanton Freiburg.

## Lage
Die einstige Höhenburg befindet sich bei der Grangie Illens (französisch Granges d’Illens), welche von 1845 bis zum Jahr 1972 die kleinste Gemeinde der Schweiz war, da Illens nur aus einem Häuserblock – dem einstigen Burggehöft – bestand. Die Häusergruppe, die 1972 zu Rossens kam, gehört mittlerweile zusammen mit diesem zu Gibloux. In einer Flussschleife der Saane steht die Burgruine auf einer Anhöhe nördlich vom Ort. Südöstlich befindet sich die Peterskirche (französisch église Saint-Pierre), nordwestlich die Burgruine Arconciel. Von beiden ist Illens durch den Fluss getrennt, der es an drei von vier Seiten umschliesst. Bei der Grangie Illens wurde hingegen im Jahr 1915 eine – 1441 nachweisbare – romanische Nikolauskapelle wiederentdeckt, die somit der eigentliche Sakralbau von Illens war.

## Geschichte
Ähnlich wie bei den nahe gelegenen Burgen Pont-en-Ogoz und Arconciel wird die Entstehung der Burg mit einer Flussfurt der Saane in Verbindung gebracht, zu der ein Weg hinab führt. Zeitweise gab es hier auch eine Brücke, die aber wohl nur lokale Bedeutung besass. Bereits in den Jahren 1175 und 1189 wurden Urkunden in Illens ausgestellt. Die Burg muss damals also schon bestanden haben und ist vielleicht sogar schon zeitgleich mit dem früher erwähnten Arconciel entstanden.
Erstmals erwähnt wird Illens um 1140 im Schenkungsbuch des Klosters Hauterive. Im Jahr 1226 fiel es von Ulrich III. von Neuenburg auf seinen gleichnamigen Sohn, der es zusammen mit Arconciel, Strassberg und Aarberg erhielt und eine eigene Linie der Grafen von Neuenburg-Aarberg begründete. Ulrich IV. von Neuenburg-Aarberg tauschte Strassberg gegen Valangin und leistete im Jahr 1251 dem Haus Savoyen den Lehnseid. Damals bestand die Burgbesatzung aus sechs Personen, darunter ein Schmied. Sein Sohn, Wilhelm von Neuenburg-Aarberg, verkaufte in der Zeit zwischen 1292 und 1296 Arconciel und Illens an die Freiburger Familie Englisberg, Agnes von Englisberg wird im Jahr 1302 domina de Yllens et de Arconcie genannt. Um das Jahr 1342 kamen die benachbarten Burgen an das Adelsgeschlecht d’Oron, doch schon 1350 gelangten sie durch die Heirat von Wilhelms Sohn Peter II. von Aarberg mit Luquette von Greyerz, der Witwe von Wilhelm VI. von Oron (französisch Guillaume VI. d’Oron), wieder zurück in die Familie von Neuenburg-Aarberg. Peter agierte allerdings wenig glücklich, wurde aufgrund akuter Geldsorgen zum Raubritter und zog sich auf die Burg Illens zurück, wo er um das Jahr 1366 noch lebte.
Seine Witwe Luquette von Greyerz verkaufte die Doppel-Herrschaft im Jahr 1380 an den Ritter Anton von Turn, der in Konflikt mit Freiburg geriet, so dass Arconciel zerstört wurde und seiner Tochter Johanna nur noch Illens übrig blieb. Johanna heiratete aber Johannes de Labeaume, Graf von Montrevel, so dass es an die Adelsfamilie de La Baume kam. Ihr gemeinsamer Sohn Peter war somit Herr von Illens, de la Roche, Vanel, Montsalvin, Attalens und Plaffeien. Dessen Sohn Guillaume blieben Illens, Attalens und Plaffeien, doch verschuldete er sich stark bei Freiburg und trat daher in den Burgunderkriegen auf die Seite von deren Gegnern, indem er sich mit dem Grafen von Romont verbündete. Er hatte um das Jahr 1470 begonnen, die Burg Illens zum Palais (Einbau von vier Kaminen sowie von Aborten) umzubauen, was wohl zu seiner Verschuldung beitrug, denn der Kammerherr Karls des Kühnen war damit noch nicht fertig, als am 3. Januar 1475 durch Freiburger und Berner Truppen die Widerstand leistende Burg eroberten. Die Besatzung wurde getötet.
Die Burg Illens war somit nie längere Zeit eigenständig, sondern immer nur Mitbesitz. Zeitweisen Einfluss hatten die Savoyer (Mitte 13. Jahrhundert), aber auch die Grafen von Gruyère. Erst der Einfluss der Freiburger sorgte im Jahr 1484, nachdem Bern auf Illens verzichtet hatte, für die Gründung einer Vogtei, die Magnedens, Ecuvillens, Corpataux und Treyvaux umfasste und vor allem für die niedere Gerichtsbarkeit zuständig war. Schon im Jahr 1475 waren Teile der Burg abgetragen und für die Stadtmauer von Freiburg verwendet worden. Auf Karten des 16. bis 18. Jahrhunderts (Schöpf 1578, von der Weid 1668, Walser 1767) wird das Vogteischloss mit abgebildet. Die Vogtei blieb bis zum Einmarsch der Franzosen im Jahr 1798 bestehen, wurde aber vermutlich nicht von einem Vogt bewohnt, sondern von Freiburg aus verwaltet.

## Baubeschreibung

Kamin im Jahr 1899

Der Überrest der Burg besteht im Wesentlichen aus dem rechteckigen Herrenhaus im Norden der Anlage, das sich architektonisch bereits von der Burgenarchitektur verabschiedet und dennoch den Wohntürmen zuzurechnen ist. Das ruinöse Gebäude weist Stilelemente der Gotik auf. An der Eingangsfassade des vierstöckigen Bauwerks steht ein achteckiger Treppenturm, der bereits dem Übergang zur Renaissance zuzuordnen ist und an dem sich das Wappen der Familie de La Baume findet. Am südlichen Plateau-Rand befinden sich zudem Reste der Ringmauer. Schwabe (1982) sieht in der Anlage „eine Rodungsburg am Rand des Tobels“ und vermutet, dass Arconciel als Gegengewicht zur 8 Kilometer entfernten zähringischen Stadtgründung Freiburg entstand und Illens dieser als Brückenkopf diente. Auf Dauer war Arconciel aber nicht in der Lage, mit Freiburg zu konkurrieren und erlebte im Spätmittelalter den Niedergang, wohingegen sich Illens halten konnte und nach der Eroberung durch Freiburg vermutlich umgebaut wurde. Nach 1798 verfiel auch dieses spätgotische Gebäude.
Von der ursprünglichen Burg des 12. Jahrhunderts sind nur geringe Reste nachweisbar. Bei Ausgrabungen fand man einen Pfeiler der Zeit um 1400 sowie Hinweise auf den einstigen Brunnen. Auch konnte eine Mauer gen Westen und Norden wiederentdeckt werden, an deren Innenseite Häuser standen. Das Herrenhaus, das vermutlich auf dem Fundament der Burg entstand, weist keine Verteidigungselemente auf. Es gilt als Vorbild für freiburgische Vogteien des 16. Jahrhunderts wie Romont, Rue und Surpierre. Nachgewiesen wurde zudem ein Wehrgang. Die Kaminreste gelten ebenso als Besonderheit wie die versetzten Aborterker. In Resten erhalten ist zudem ein Turm im südlichen Eingangsbereich der Burg oberhalb des hinauf führenden Weges, dessen Mauerwerk teils noch mehrere Meter empor ragt. Es könnte sich dabei um den ehemaligen Hauptturm (Donjon) handeln. Erhaltene Pläne der Anlage zeigen den Grundriss in den Jahren 1735 bzw. 1897. Aus diesen geht hervor, dass sie sich in drei Burghöfe gliederte. Aufgrund der Grösse der Anlage getätigte Vermutungen, es könne auch hier eine Stadt gegeben habe, gelten als widerlegt.

## Nutzung
Das verfallene und weitgehend beräumte Areal wechselte seine Besitzer im 19. Jahrhundert mehrfach zwischen Patrizierfamilien aus Freiburg. Trappisten-Mönche erwarben den erhaltenen Hauptbau im Jahr 1903 und nutzten ihn bis 1914 als Bibliotheksgebäude. Dann verkauften sie es an die Gemeinde Rossens. Das Schweizerische Inventar der Kulturgüter von nationaler und regionaler Bedeutung führt das Schloss auf seiner Liste als A-Objekt – d. h., es besitzt nationale Bedeutung – mit der KGS-Nummer 2303.
Heute steht das Bauwerk unter der Obhut der „Association Château d’Illens“, die sich im Jahr 2008 gründete. Im Jahr 2015 begann die archäologische Untersuchung des Kellerbereichs. Zudem wurden Sondierungsgrabungen durchgeführt. Erste Sicherungsarbeiten wurden von 2015 bis 2018 unternommen. Durch die Beseitigung von 250 Kubikmetern Schutt wurde die Keller-Grundplatte freigelegt, die aus Molasse besteht. Danach wurden stützende Metallbögen in das Hauptgebäude installiert, das keine Zwischengeschosse mehr besitzt, eine neue Bodenplatte und eine hinaufführende Galerie geschaffen, ein Schutzdach aufgesetzt, sowie eine Metalltreppe eingebaut und Detailrestaurierungen begonnen. Ziel ist es, die Ruine wieder öffentlich zugänglich zu machen und für Veranstaltungen zu nutzen.